# Jisa-ye Khezrabad
Jisa-ye Khezrabad (em persa: جيساخضراباد, também romanizada como Jīsā-ye Khez̤rābād; também conhecida como Jīsā-ye Bālā e Jīsā-ye ‘Olyā) é uma aldeia do distrito rural de Kelarabad, no condado de Abbasabad, da província de Mazandaran, Irã.
No censo de 2006, sua população era de 368 habitantes, em 104 famílias.